# La mia città
La mia città (Nederlands: Mijn stad) is een Italiaanstalige single van de Italiaanse zangeres Emma. Het was de Italiaanse inzending voor het Eurovisiesongfestival 2014 in Kopenhagen, Denemarken. Omdat Italië tot de grote vijf behoort, is het automatisch geplaatst voor de finale. Marrone schreef het lied zelf. Het lied haalde er de 21ste plaats.